# Leonore de Suedia
Prințesa Leonore, Ducesă de Gotland (Leonore Lilian Maria; n. 20 februarie 2014) este primul copil al Prințesei Madeleine, Ducesă de Hälsingland și Gästrikland și al soțului acesteia, Christopher O'Neill.
S-a născut la New York, la Weill Cornell Medical Center în prezența tatălui ei. Numele și titlul ei au fost făcute publice de către bunicul ei, regele Carl al XVI-lea Gustaf al Suediei, la 26 februarie 2014. De asemenea, s-a anunțat că Prințesa Leonore este în ordinea succesiunii la tronul Suediei. Pentru a putea moșteni tronul, va trebui însă să fie membră a Bisericii suedeze și să fie crescută în Suedia.
Prințesa Leonore are un frate mai mic, Prințul Nicolas, Duce de Ångermanland, născut în 2015.

## Nume
Numele Leonore a fost ales de către părinții ei, deoarece le-a plăcut foarte mult. În istoria Suediei au existat patru regine pe nume Eleonore, iar în prezent două alte prințese europene poartă acest nume: Prințesa Leonor de Asturia și Prințesa Eléonore a Belgiei. Numele Lilian a fost ales în cinstea Prințesei Lilian, Ducesă de Halland, mătușa Prințesei Madeleine, care a murit în 2013, iar Maria în cinstea mamei lui O'Neill.